# Grammopsis clavigera
Grammopsis clavigera là một loài bọ cánh cứng trong họ Cerambycidae.